# Інуґамі
В японській міфології інуґамі (яп. 犬神 букв. «псячий дух») — один з видів сікіґамі (яп. 式神), схожий з фамільяром. Походить, зазвичай, від пса, часто несе помсту, або поводить себе, як захисник імені інуґамі-мочі або власника інуґамі. Інуґамі неймовірно сильні та спроможні існувати незалежно, навіть володіти людиною.
| Прапор Японії | Це незавершена стаття про Японію. Ви можете допомогти проєкту, виправивши або дописавши її. |